# Boyd Hilder
Boyd Hilder (30 de noviembre de 1995) es un deportista australiano que compite en ciclismo en la modalidad de BMX estilo libre. Consiguió dos medallas en los X Games.

## Medallero internacional
| \| X Games de Verano \| X Games de Verano \| X Games de Verano \| X Games de Verano \| \| Año \| Lugar \| Medalla \| Prueba \| \| ----------------- \| --------------------------- \| ----------------- \| ----------------- \| \| 2023 \| Chiba (Japón) \| Medalla de oro \| Calle \| \| 2023 \| California (Estados Unidos) \| Medalla de plata \| Calle \| |                             |                  |        |
| X Games de Verano |                             |                  |        |
| Año | Lugar                       | Medalla          | Prueba |
| 2023 | Chiba (Japón)               | Medalla de oro   | Calle  |
| 2023 | California (Estados Unidos) | Medalla de plata | Calle  |